# Japan (Babadan)
Japan is een bestuurslaag in het regentschap Ponorogo van de provincie Oost-Java, Indonesië. Japan telt 2751 inwoners (volkstelling 2010).